# المقوارة (مناخة)

تعديل مصدري - تعديل

المقوارة هي إحدى قرى عزلة متوح بمديرية مناخة التابعة لمحافظة صنعاء، بلغ تعداد سكانها 233 نسمة حسب تعداد اليمن لعام 2004.